# Rudolph Lewis
Rudolph "Okey" Lewis, född 12 juli 1887 i Pretoria, död 29 oktober 1933, var en sydafrikansk tävlingscyklist som tävlade i olympiska spelen 1912 i Stockholm, och vann tempoloppet. Efter att ha tävlat professionellt i Tyskland 1912-1913 deltog han i första världskriget i Tysklands armé, och tilldelades Järnkorset.

### Fotnoter
1. 1 2  ”Rudolph Lewis Olympic Results”. sports-reference.com. Arkiverad från originalet den 3 mars 2016. https://web.archive.org/web/20160303233748/http://www.sports-reference.com/olympics/athletes/le/rudolph-lewis-1.html. Läst 12 maj 2014.